# スクリュー・ドライバー
スクリュー・ドライバー（英: Screwdriver）、またはスクリュードライバーは、ウォッカをベースとするカクテルの一つ。ウォッカは基本的に無味とされるため、アルコール度数の変更が容易なカクテルとして知られる。

## 概要
1940年代にテキサスの油田で働いていた作業員が喉の渇きを癒すために作ったカクテルとされる。その際マドラー代わりに工具のスクリュー・ドライバー（ねじ回し）を使って混ぜたことからこの名前が付いた。飲み口はアルコール感がわかりにくく高アルコール度数と知らずに飲んで酔ってしまうことから、女性に薦めて酔わせるためのレディ・キラーとの異名もある。

## 作り方の例
レシピ
- ウォッカ - 45ml
- オレンジジュース - 適量

作り方
1. タンブラーグラスに氷を入れてから、材料を入れてステアする。
2. 好みでグラスにスライスしたオレンジを飾る。

## バリエーション
蒸留酒やリキュールをオレンジジュースで割って作るカクテルは、スクリュー・ドライバーのバリエーションと考えることができる。但し醸造酒をオレンジジュースで割って作るカクテル（例：ミモザ）は、ベースとなる醸造酒の割合を多くするため、スクリュー・ドライバーのバリエーションとしないことが多い。
ウォッカ・アップル・ジュース
オレンジジュースをアップルジュースに替える。

### ウォッカを他の酒に替えたバリエーション
蒸留酒
オレンジ・ブロッサム
ジン
キューバン・スクリュー
ラム酒
焼酎・ドライバー（酎・オレンジ、オレンジハイ）
焼酎
コニャック・オレンジ
コニャック
リキュール
イタリアン・スクリュー・ドライバー
アマレット
ホット・イタリアン（ホット・イタリアン・スクリュードライバー）
アマレットに温めたオレンジジュースを注いでホットドリンクとして作る。
カンパリ・オレンジ
カンパリ
グラン・マルニエ・オレンジ
グラン・マルニエ
カシス・オレンジ
クレーム・ド・カシス
ファジー・ネーブル
クレーム・ド・ペシェ
ミント・オレンジ
クレーム・ド・ミント
コアントロー・オレンジ
コアントロー
サザンカンフォート・スクリュー
サザンカンフォート
ディタ・オレンジ
ディタ
シャルトリューズ・オレンジ
シャルトリューズ
スロー・ドライバー
スロー・ジン
ティフィン・タイガー
ティフィン
マリブ・オレンジ
マリブ